# سيرانو دي برجراك
هركول سافينيان سيرانو دي بيرجيراك (بالفرنسية: Hercule-Savinien de Cyrano de Bergerac)‏، هو كاتب قصص ومسرحي فرنسي (1620-1655)
سيرانو هو ابن أبيل دي سيرانو سيد إقطاعية دي موفير إي دي بيرجيراك، وولد في باريس في 6 مارس 1619 أو 1620. وتلقى تعليمه الأول من كاهن ريفي، وكان من بين زملائه التلاميذ كاتب سيرته المستقبلي، هنري لوبريه. ثم مضى إلى باريس ودرس في جامعة دي بوفيه، حيث كان معلمه جان غرانجييه، والذي سخر منه بعد ذلك في ملهاة المتحاذق المخدوع (بالفرنسية: Le Pedant joue)‏ (عام 1654). في عمر التاسعة عشرة دخل هيئة الحراس وخدم في حملات عسكرية أعوام 1639 و1640، وبدأ منها مغامراته التي صنعت منه بطل حكايات حقيقي.
استشهد لوبريه بعدة حكايات عنه كأنها حقيقة، مثل قصة مواجهته لمائة عدو منفردا. ترك سيرانو الخدمة بعد سنتين وعاد إلى باريس لمتابعة مهنته الأدبية، وألف تراجيديات تحت إطار النمط الكلاسيكي التقليدي. ومثله كمثل تلاميذ بيير غاسيندي، كان موضع شك بسبب حرية تفكيره الزائدة، وفي مسرحية موت أغريبينا (بالفرنسية: Mort d'Agrippine)‏ (عام 1654) وجد أعدائه فرصة لاتهامه بعدة تهم حتى بالتجديف. القسم الأكثر أهمية من عمله هو الذي يعتلق بالحكايتين، التاريخ الهزلي لدول الشمس (بالفرنسية: L' Histoire comique des ' tats du soleil)‏ (عام1662) والتاريخ الهزلي لدول القمر (بالفرنسية: L' Histoire comique des 'dials de la lune)‏ (عام 1656؟).
كان خليط سيرانو الإبداعي بين العلم والرومانسية نموذجا للعديد من الكتاب اللاحقين، ومن بينهم جوناثان سويفت وإدغار ألان بو. ومن المستحيل تحديد إن كان قد تبنى أسلوبه الخيالي على أمل إيصال أفكاره غير التقليدية إلى القارئ دون إثارة الشك، أو أنه ببساطة وجد في كتابة القصص ملاذا للراحة من دراسات الفيزياء الجدية والجافة. وأمضى سيرانو فترة بقائه في باريس وهو يثير المشاكل ودخل في الكثير من المبارزات مع الكوميدي مونتفلوري ومع بول سكارون وآخرين. دخل أملاك عائلة دوك دارباجون كسكرتير في عام 1643. في السنة التالية أصيب بسبب سقوط قطعة خشب عليه بينما كان يدخل بيت راعيه. رغب دارباجون أن يرحل سيرانو، حيث يحتمل أن سمعة سيرانو كمفكر حر أثارت قلقه، ووجد سيرانو مأوى مع أصدقائه في باريس. وخلال المرض الذي تبع الحادثة، قيل بأنه تصالح مع الكنيسة، ومات في يوليو 1655.

## قراءات أخرى
أعادت مسرحية إدموند روستان الرومانسية سيرانو دي بيرجيراك Cyrano de Bergerac (عام 1897) الاهتمام بمؤلف التاريخ الهزلي.
ظهرت نسخة حديثة عن كتابه الأعمال Ouvres (من مجلدين)، حررها بول لاكروا جاكوب وظهرت العام 1858، مع مقدمة بقلم هنرى لوبريه والتي أدخلت أصلا في كتاب التاريخ الهزلي لدول القمر.

## روابط خارجية
- سيرانو دي برجراك على موقع الموسوعة البريطانية (الإنجليزية)
- سيرانو دي برجراك على موقع ميوزك برينز (الإنجليزية)
- سيرانو دي برجراك على موقع إن إن دي بي (الإنجليزية)